# Biserica evanghelică din Posmuș

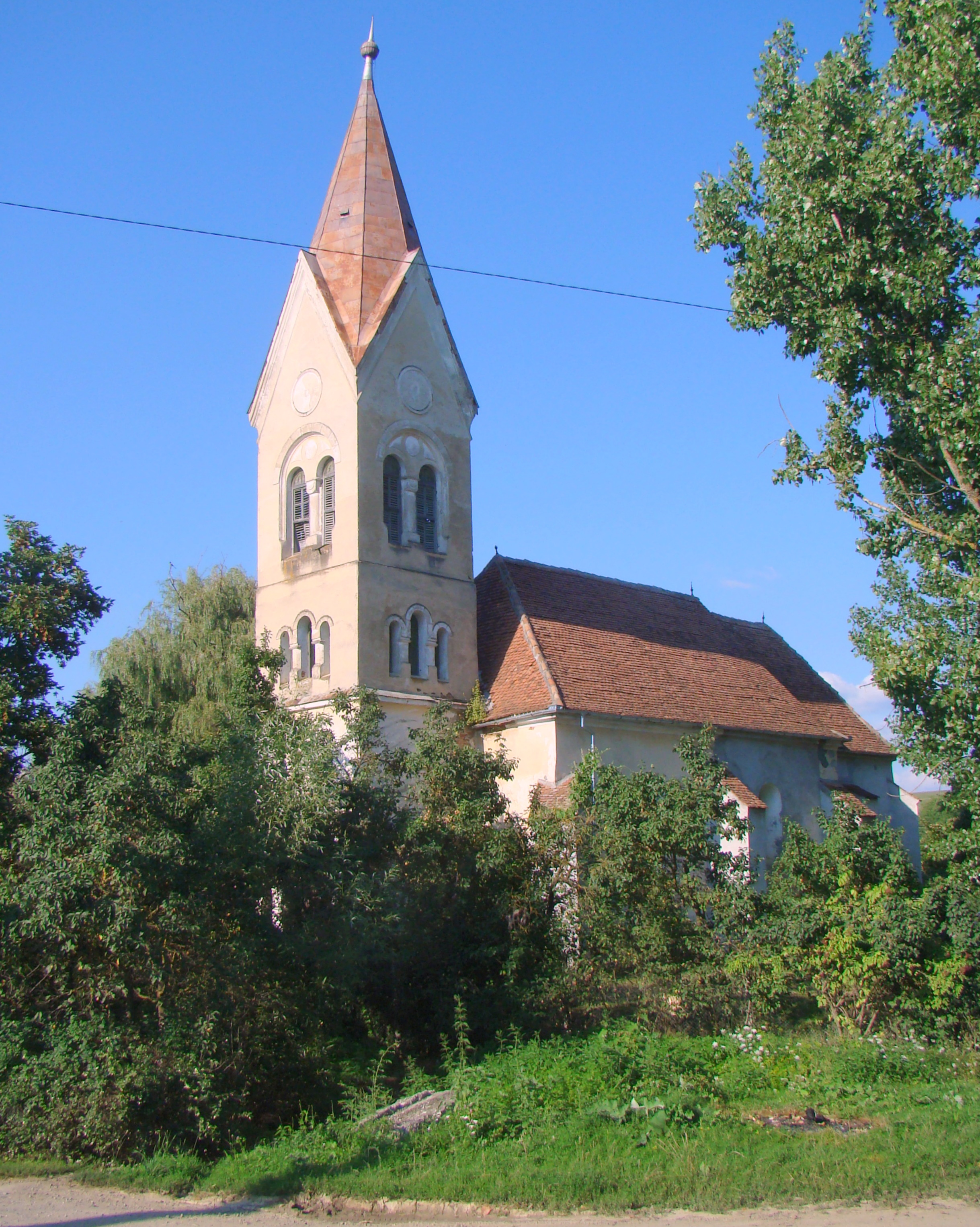
Biserica evanghelică din Posmuș, comuna Șieu, județul Bistrița-Năsăud, foto: august 2018.

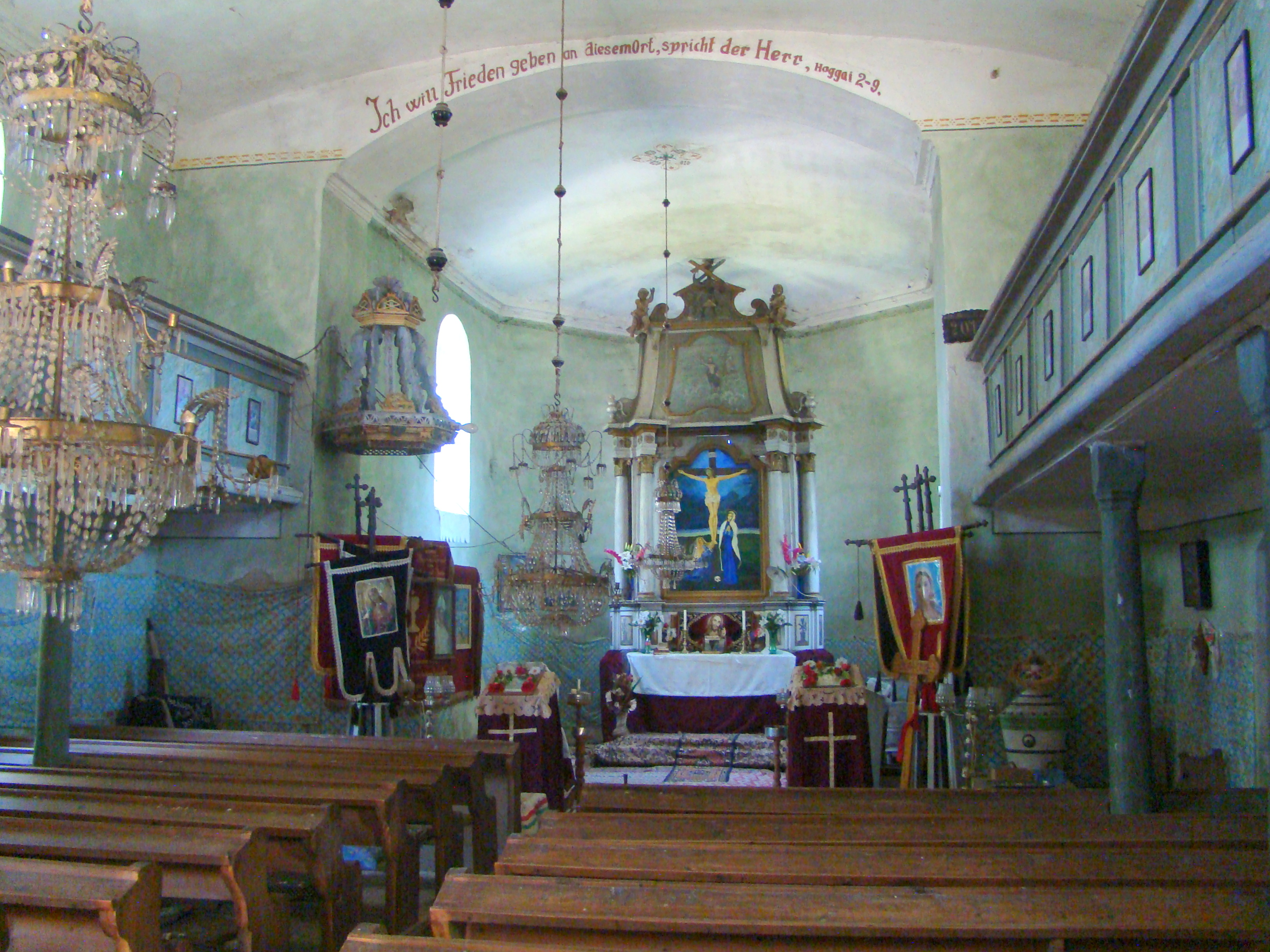
Nava spre altar

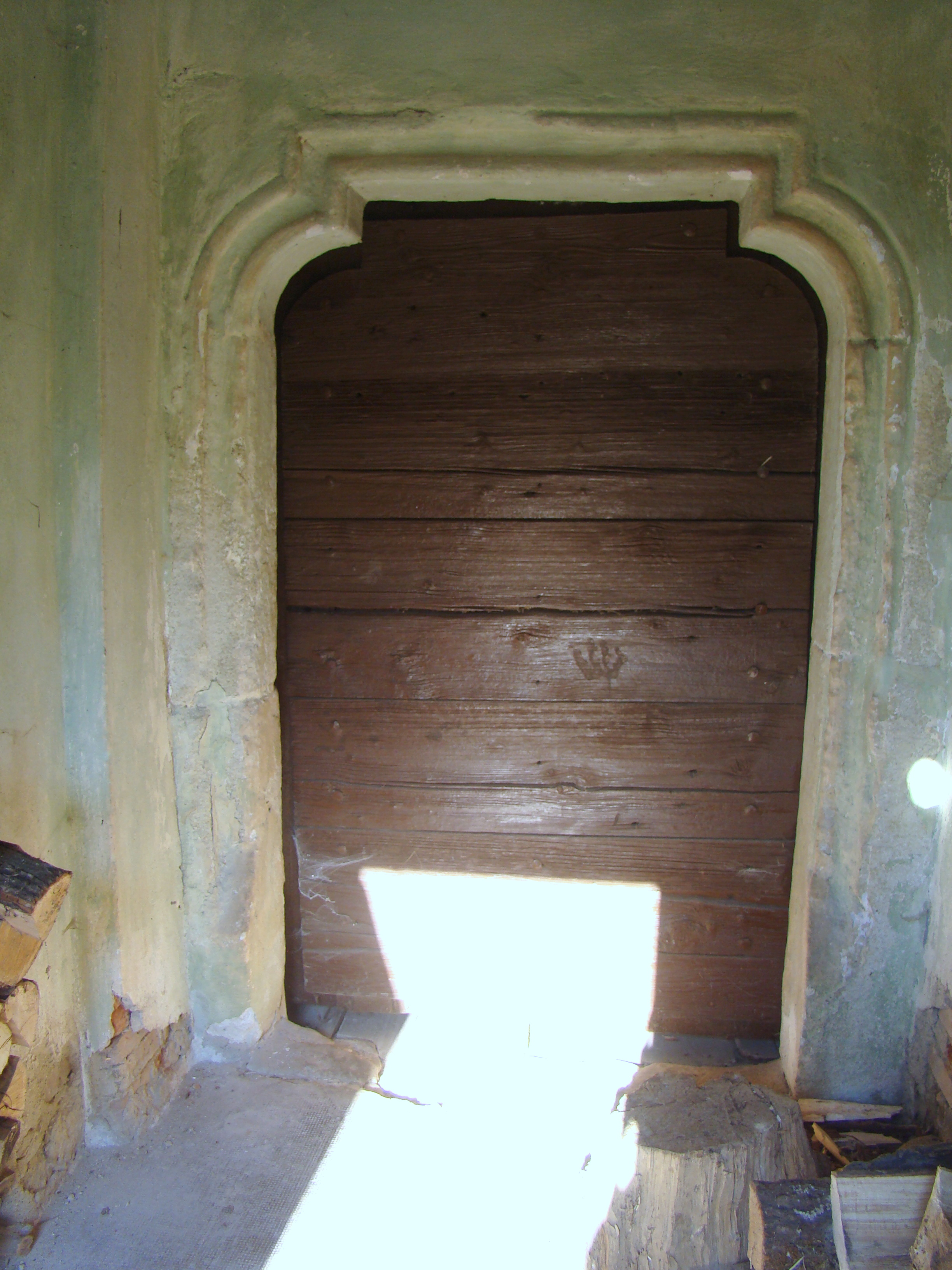
Ancadramentul intrării

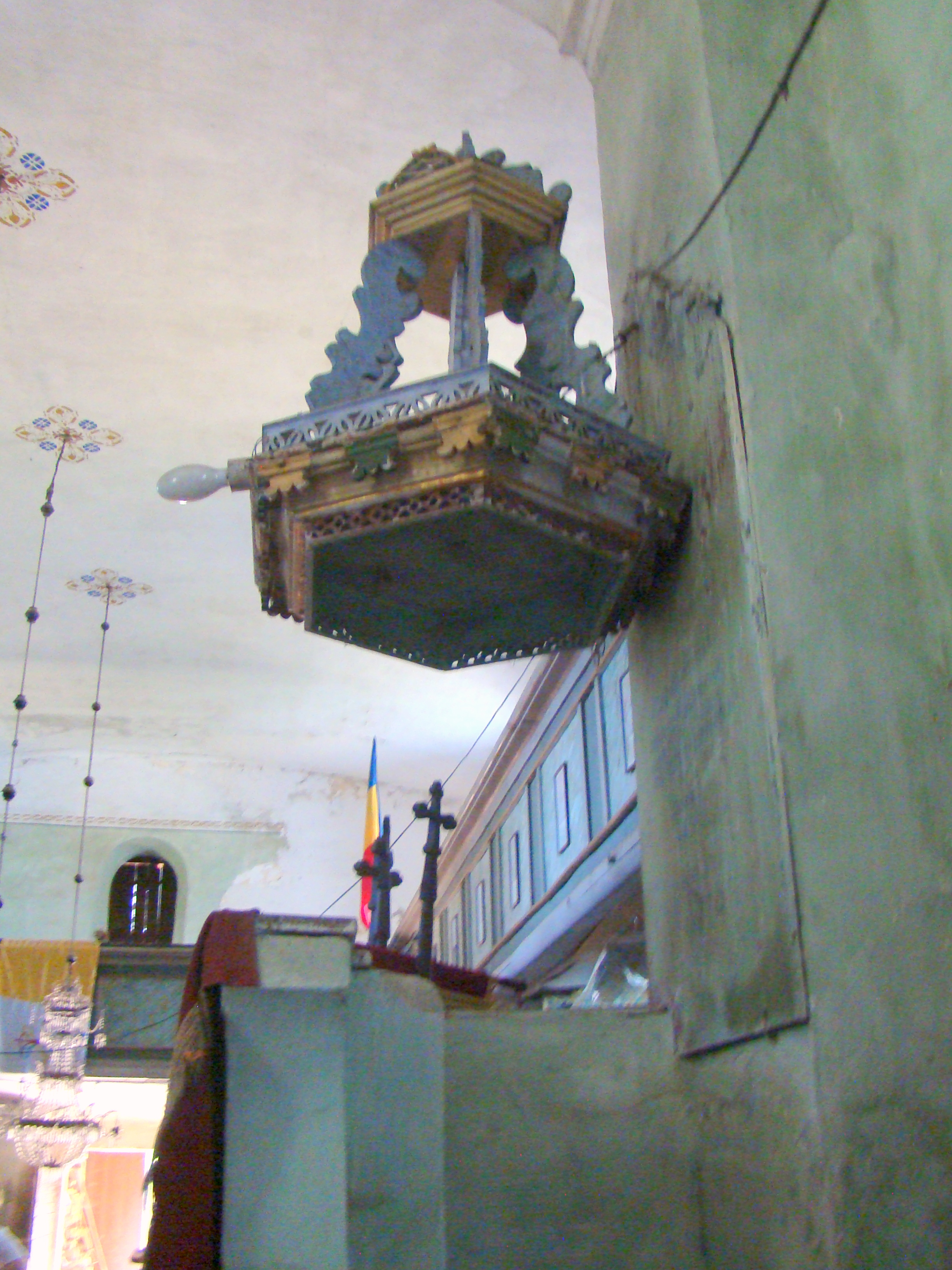
Coroana amvonului

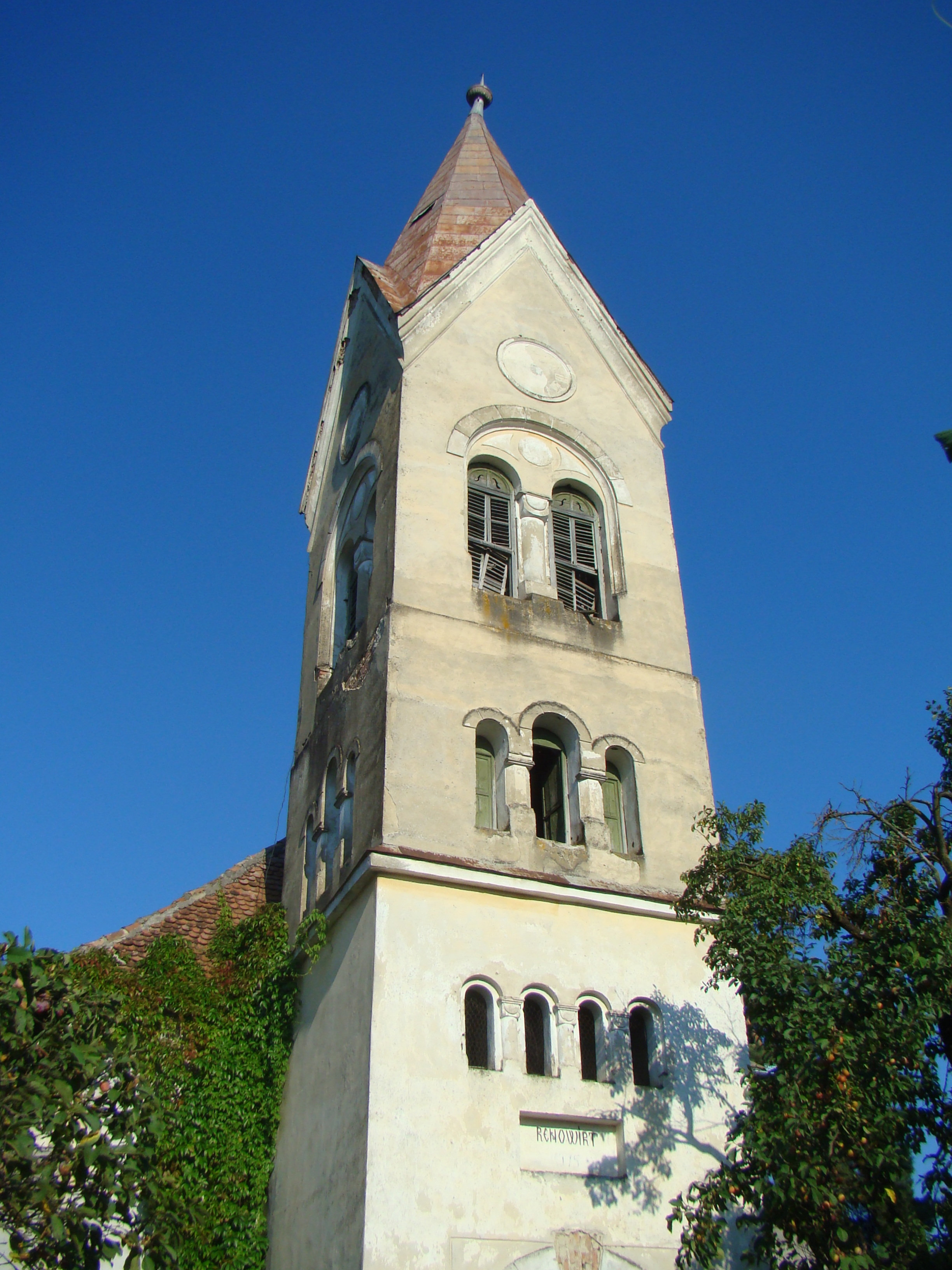
Turnul-clopotniță

Biserica evanghelică din Posmuș, comuna Șieu, județul Bistrița-Năsăud, a fost ridicată, într-o primă etapă, în secolul al XV-lea. Figurează pe lista monumentelor istorice 2010, cod LMI BN-II-m-B-01686. 

## Localitatea
Posmuș (în dialectul săsesc Puespesch, în germană Paßbusch, Passbusch, Passbesch, în maghiară Paszmos) este un sat în comuna Șieu din județul Bistrița-Năsăud, Transilvania, România.

## Biserica
Biserica, inițial romano-catolică, apoi evanghelică, a fost construită în secolul al XV-lea. Numeroase modificări au avut loc în secolele XIX și XX. Turnul a fost construit în 1924. Surse din secolul XIX menționează existența unor fortificații, lucru ce ar putea fi confirmat parțial de existența unor denivelări la est de biserică. Biserica este folosită în prezent de parohia greco-catolică.

## Imagini din exterior

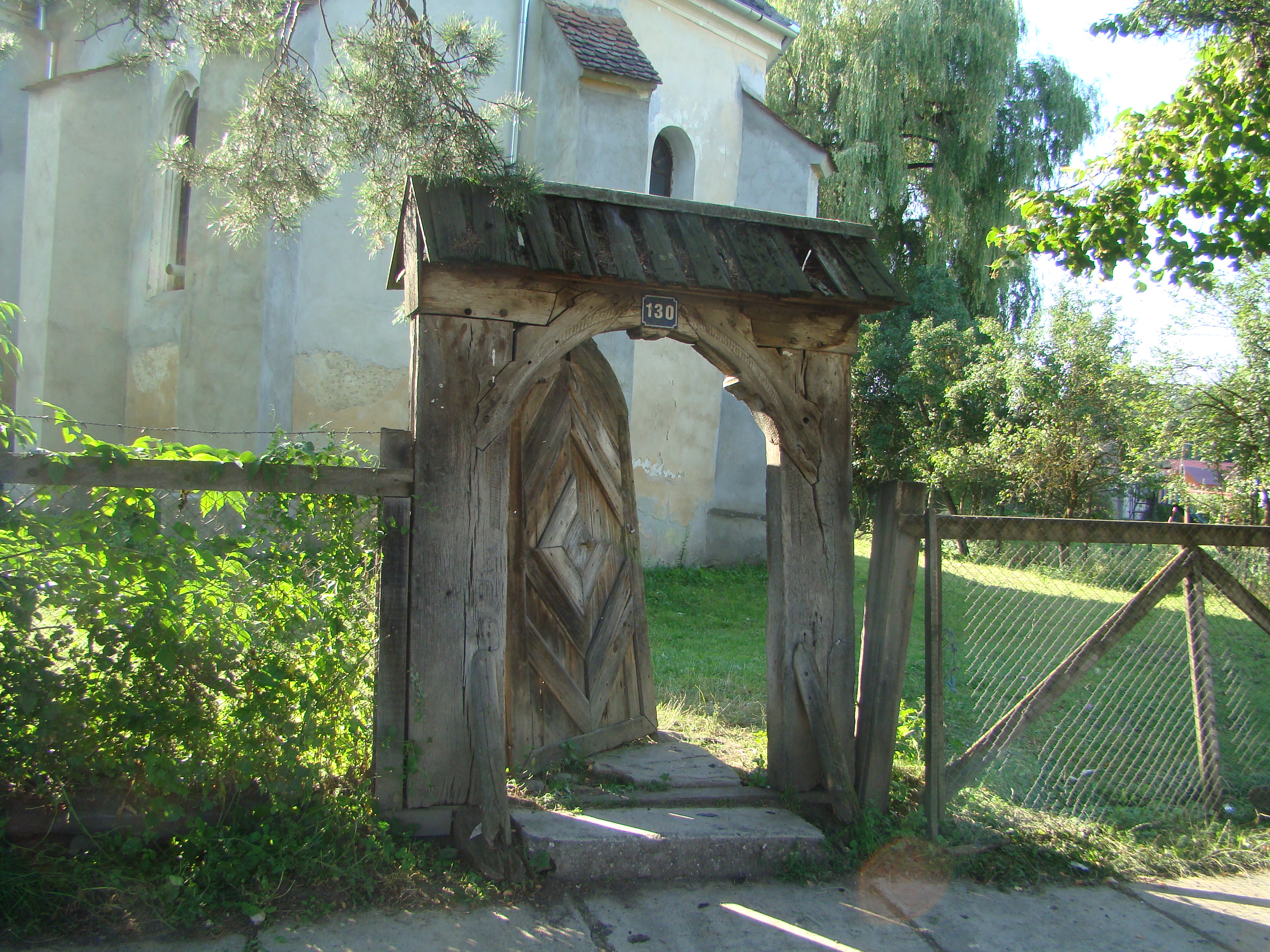
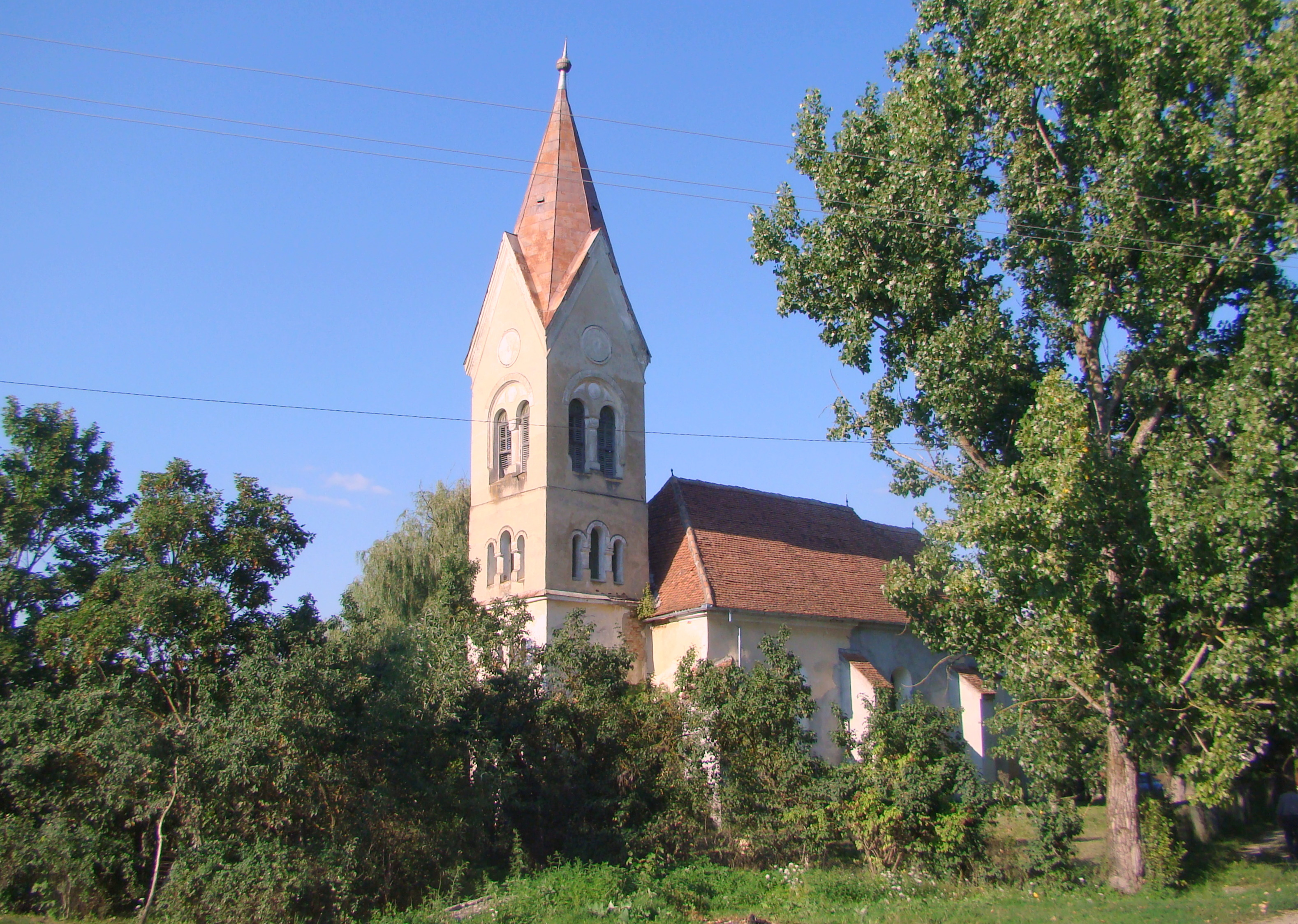
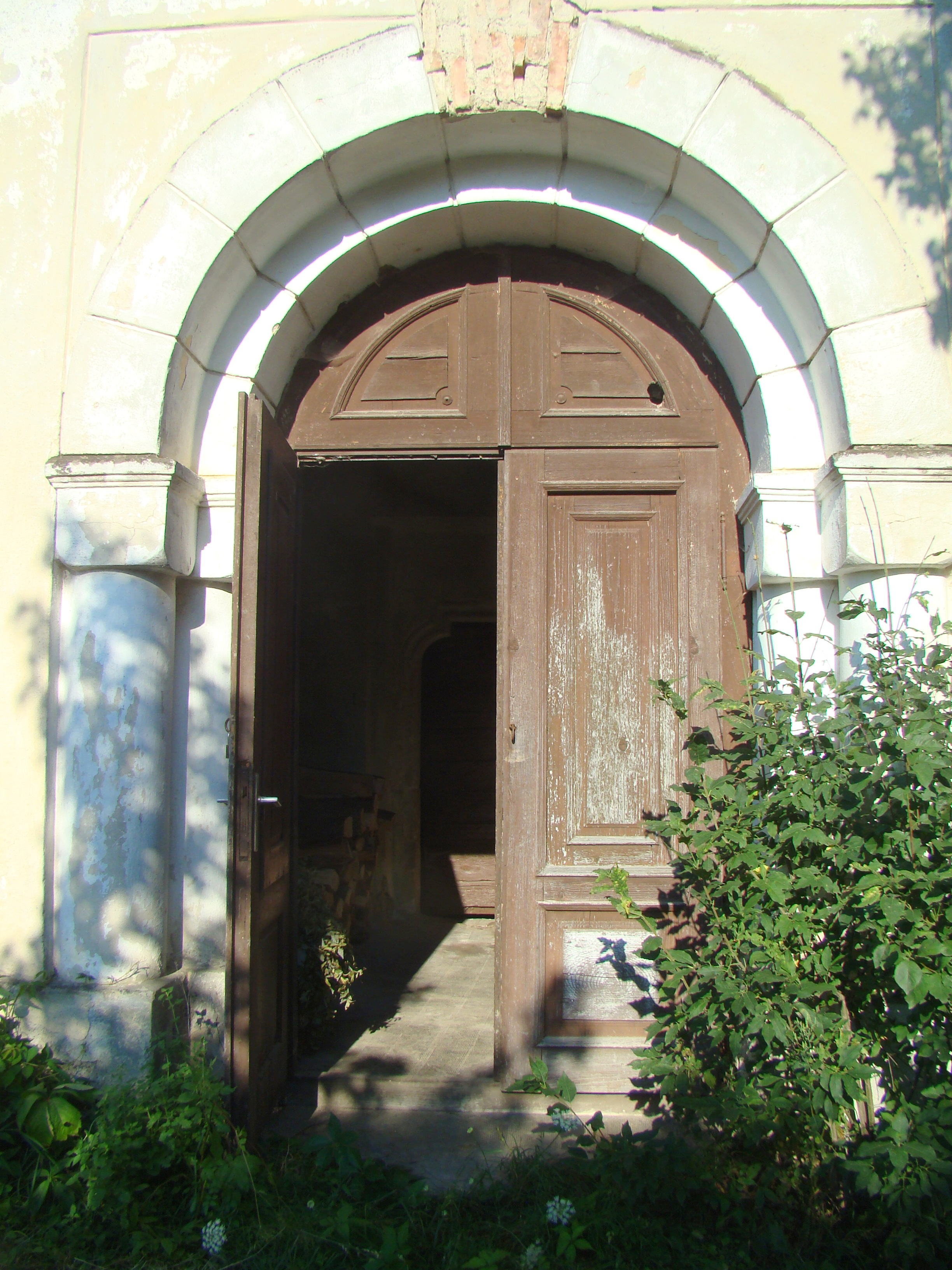
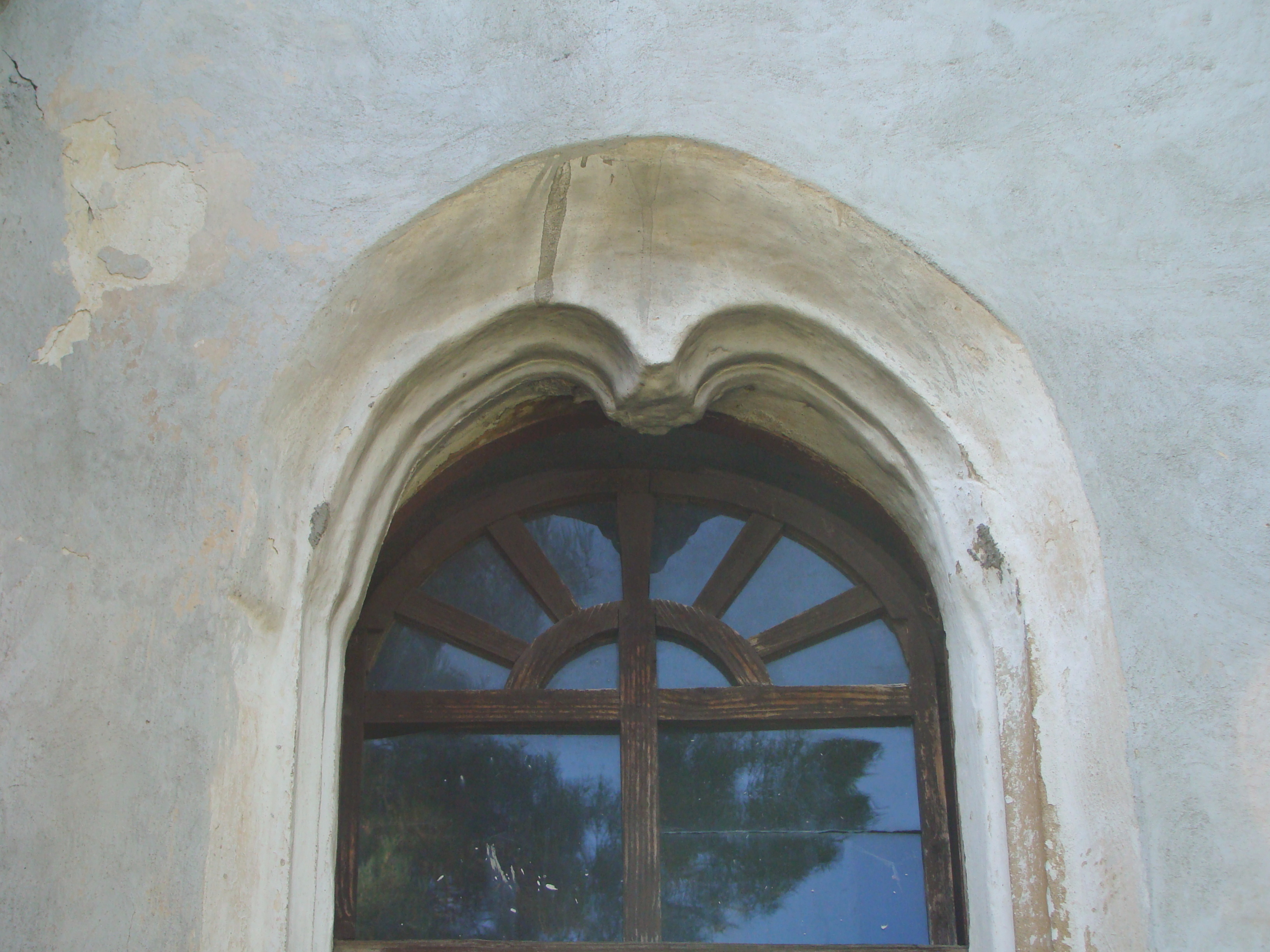
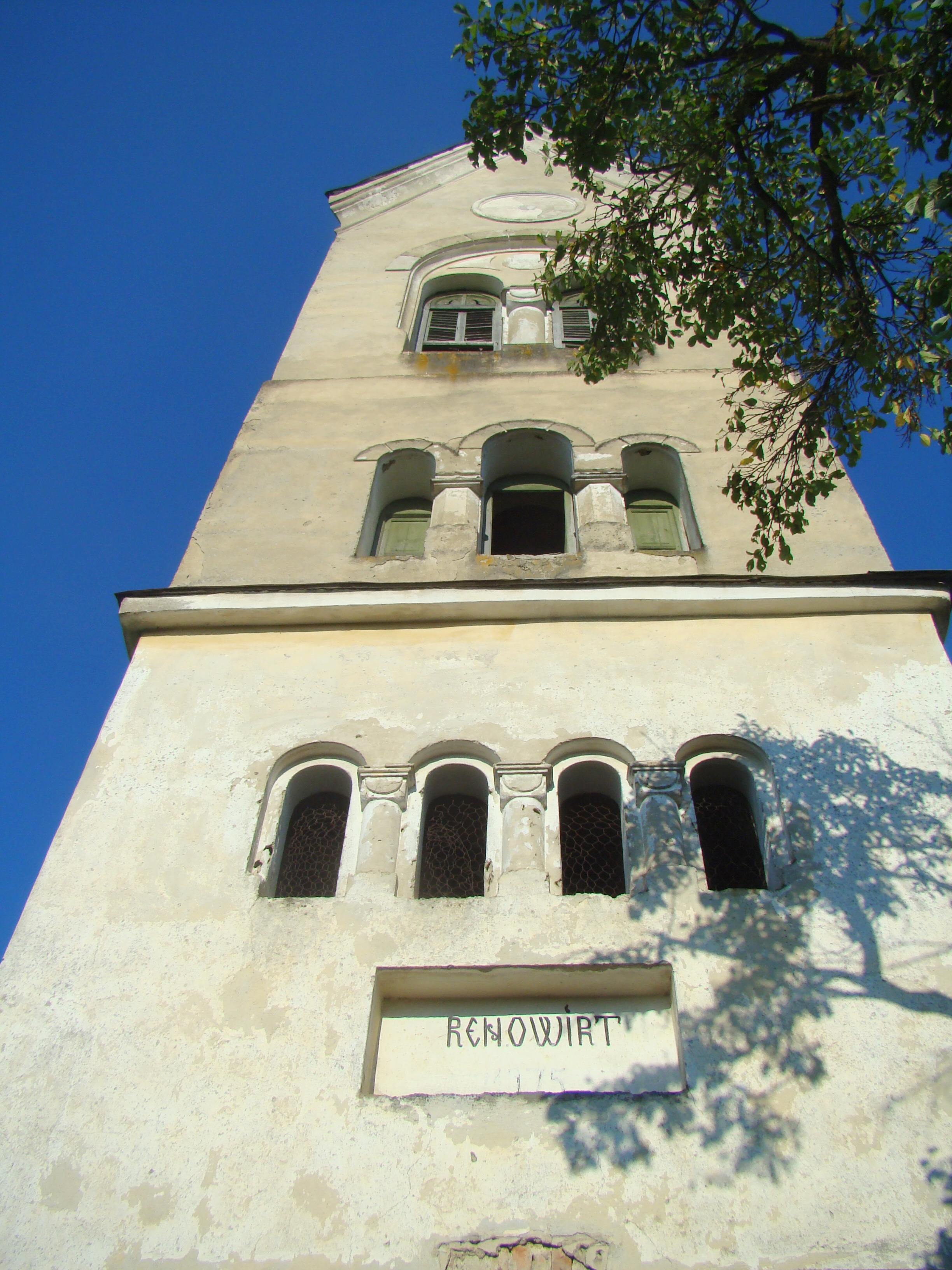
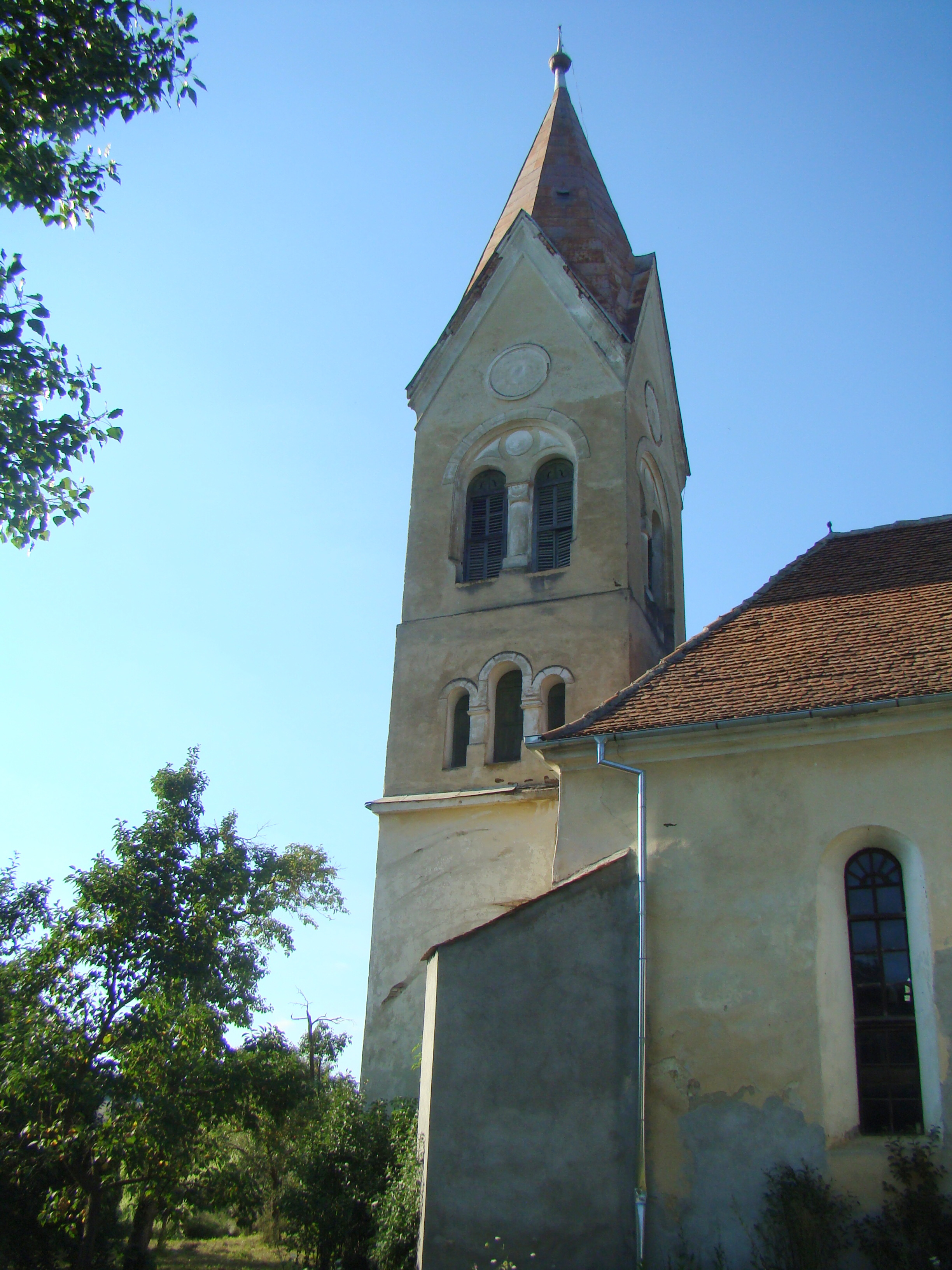
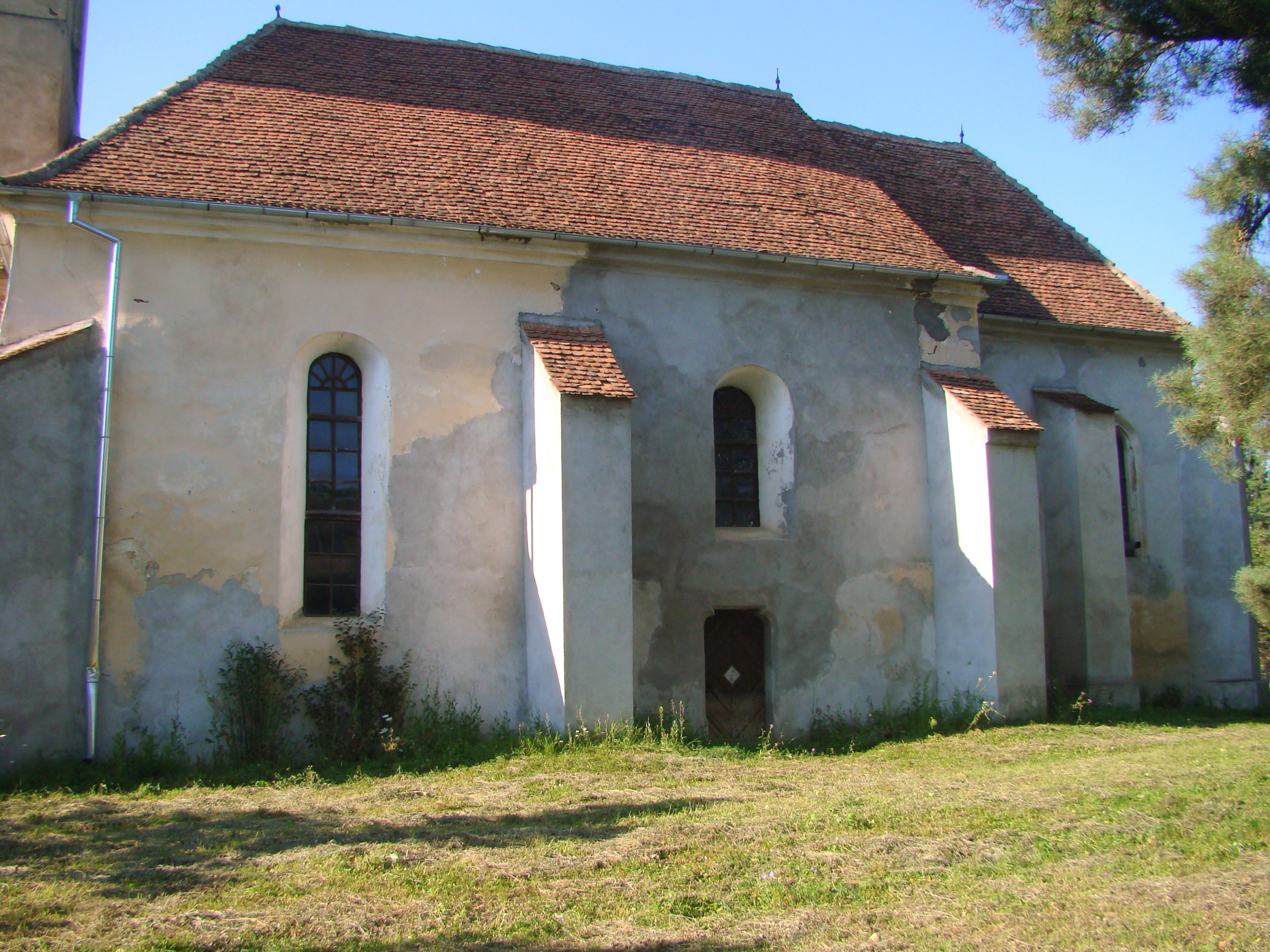
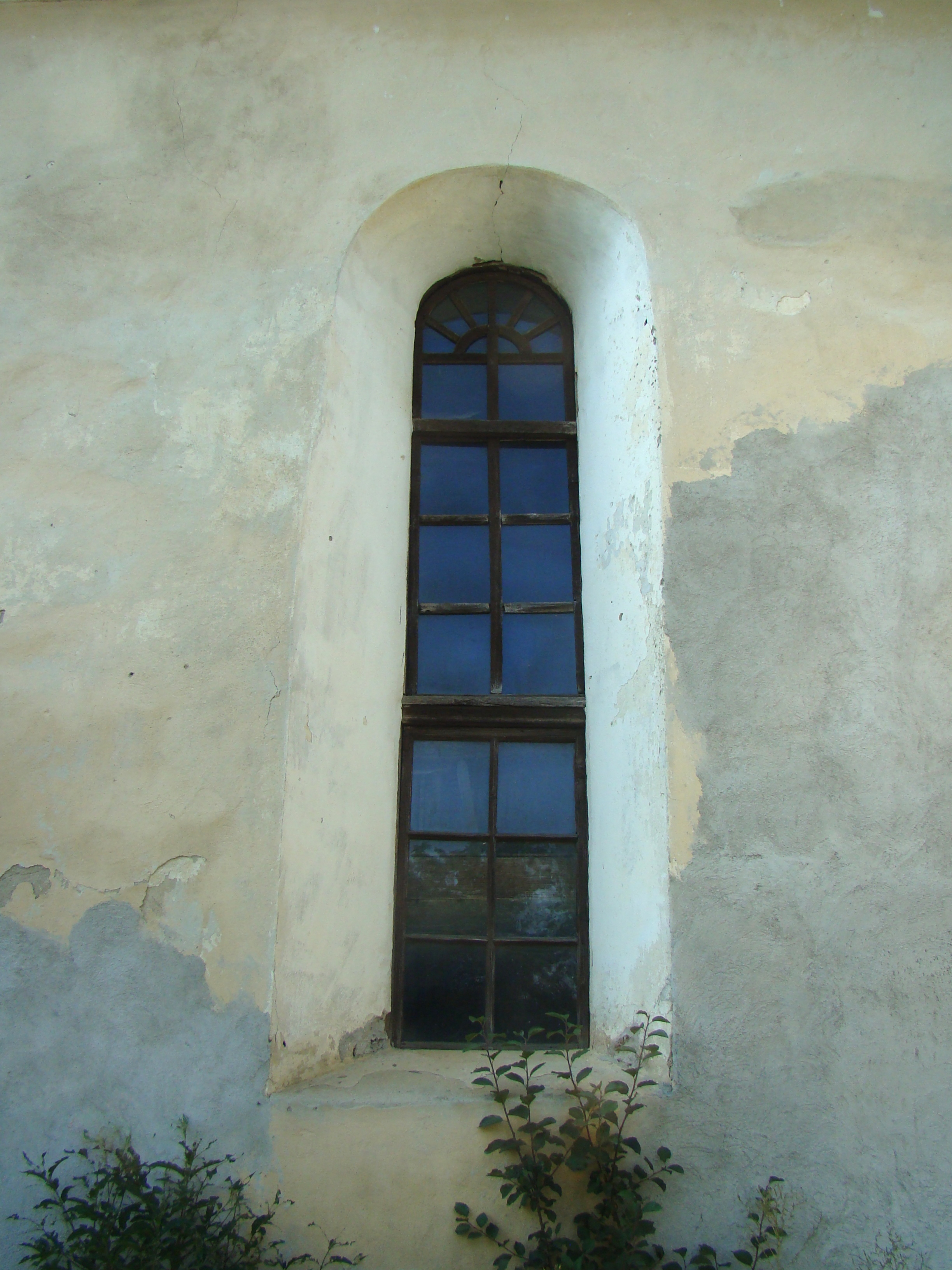
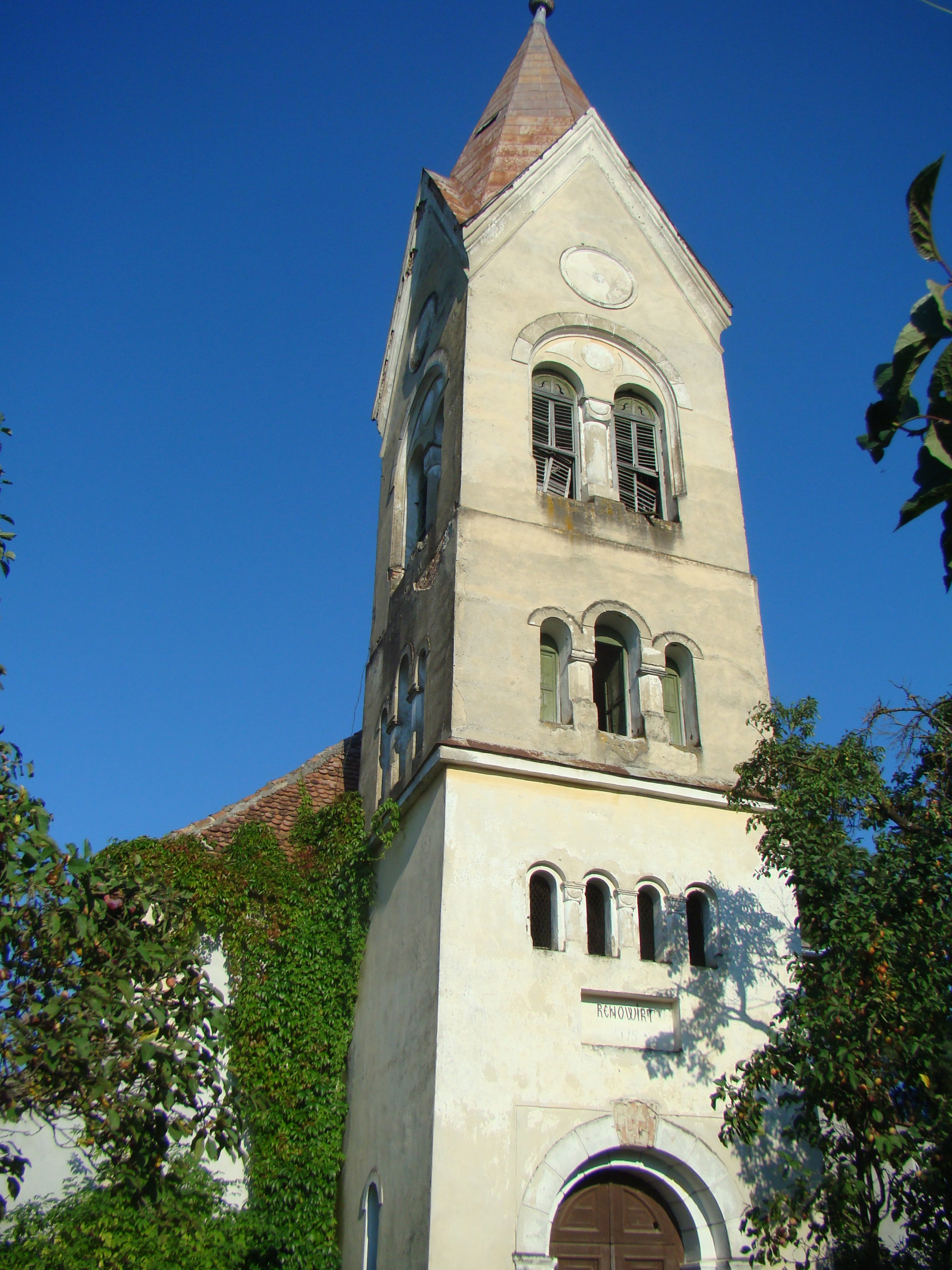
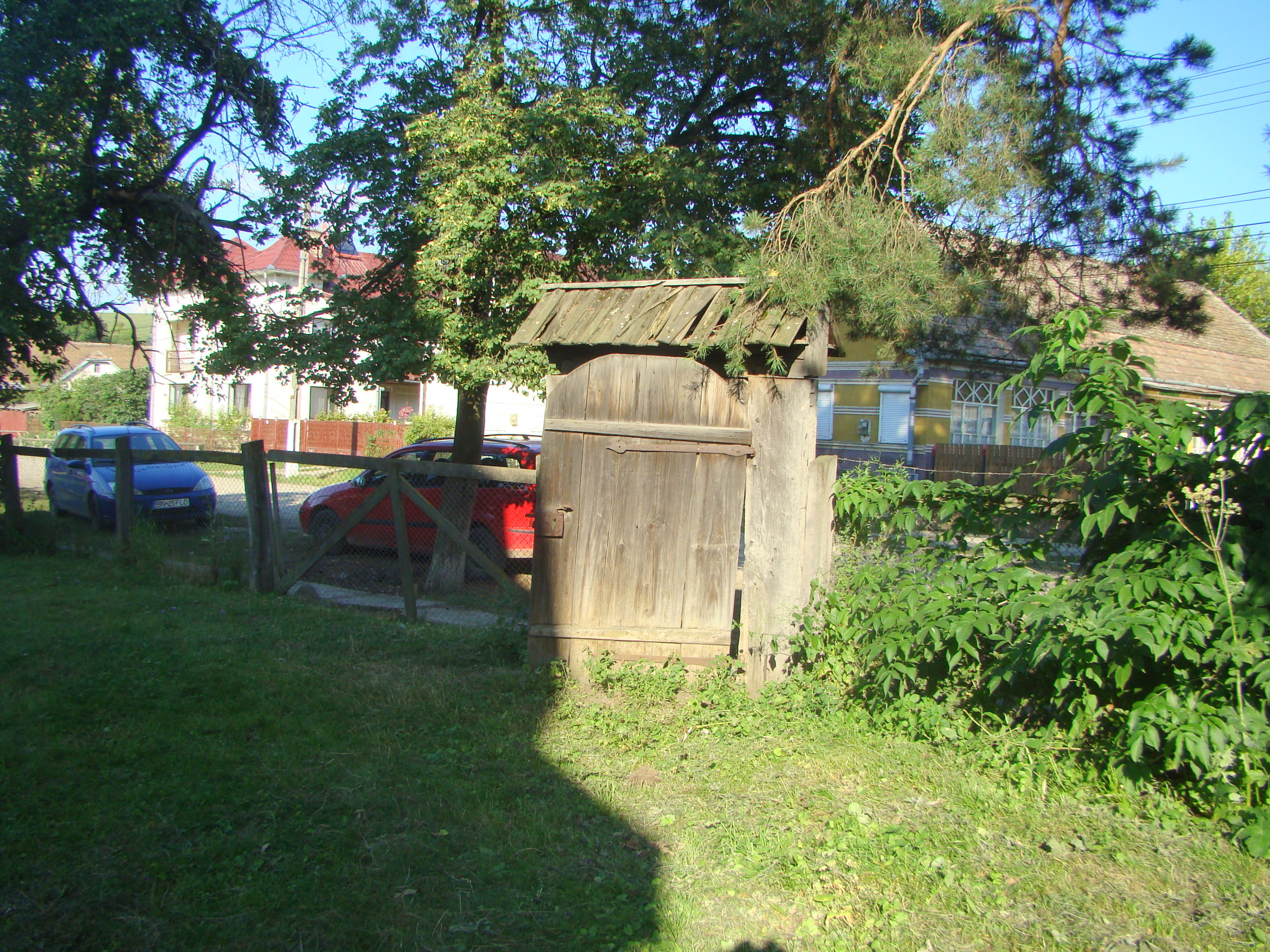

## Imagini din interior

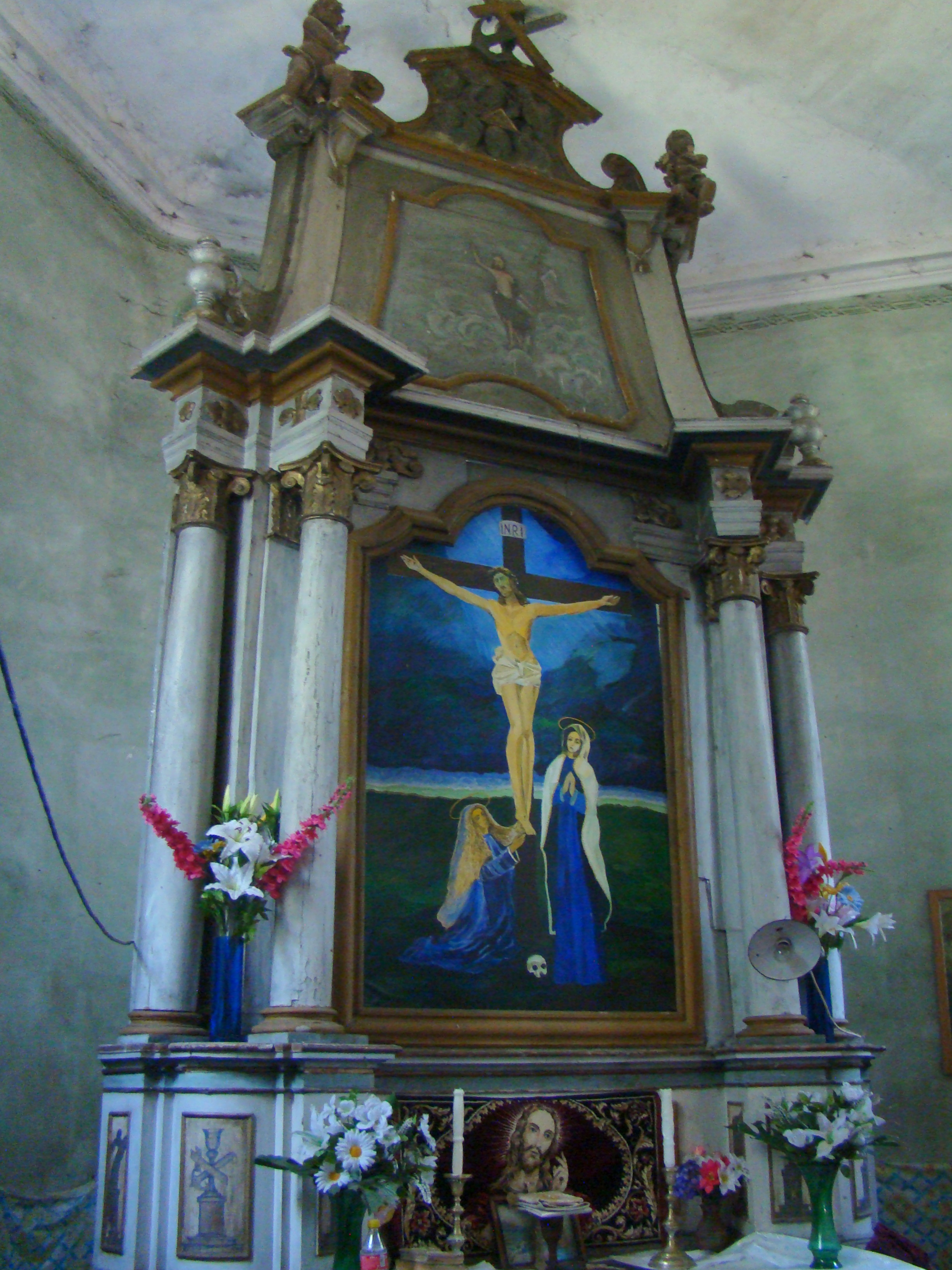
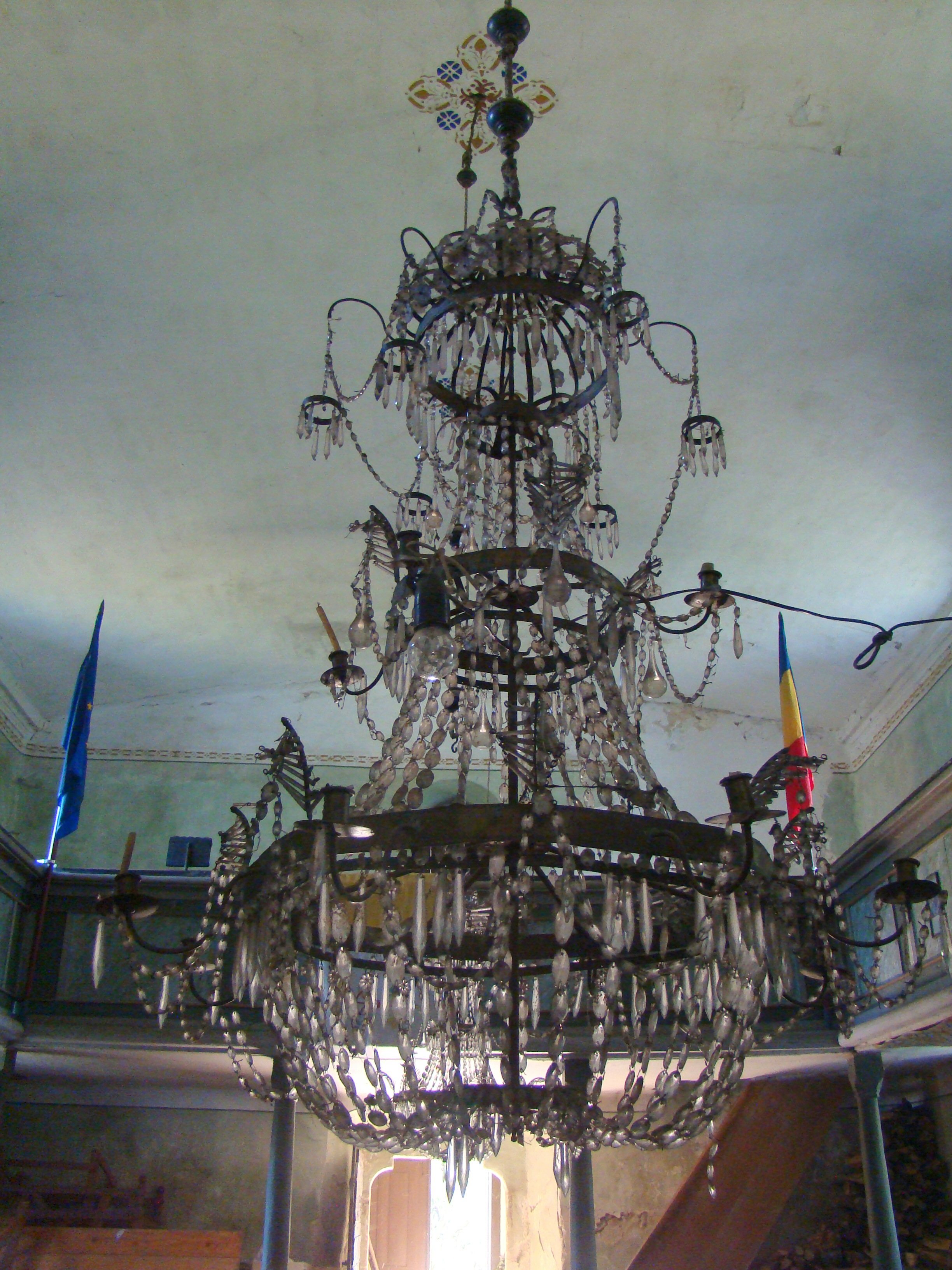
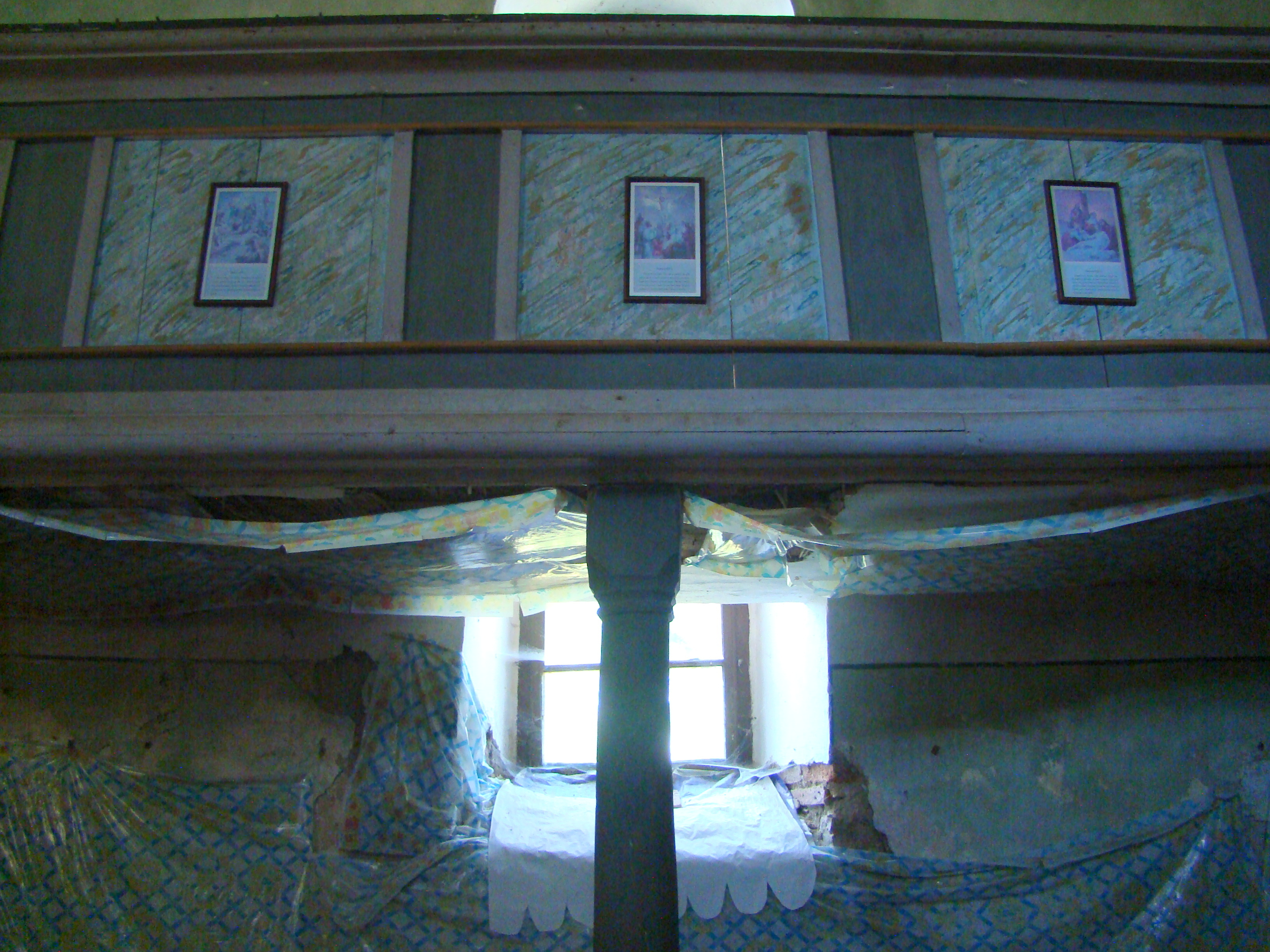
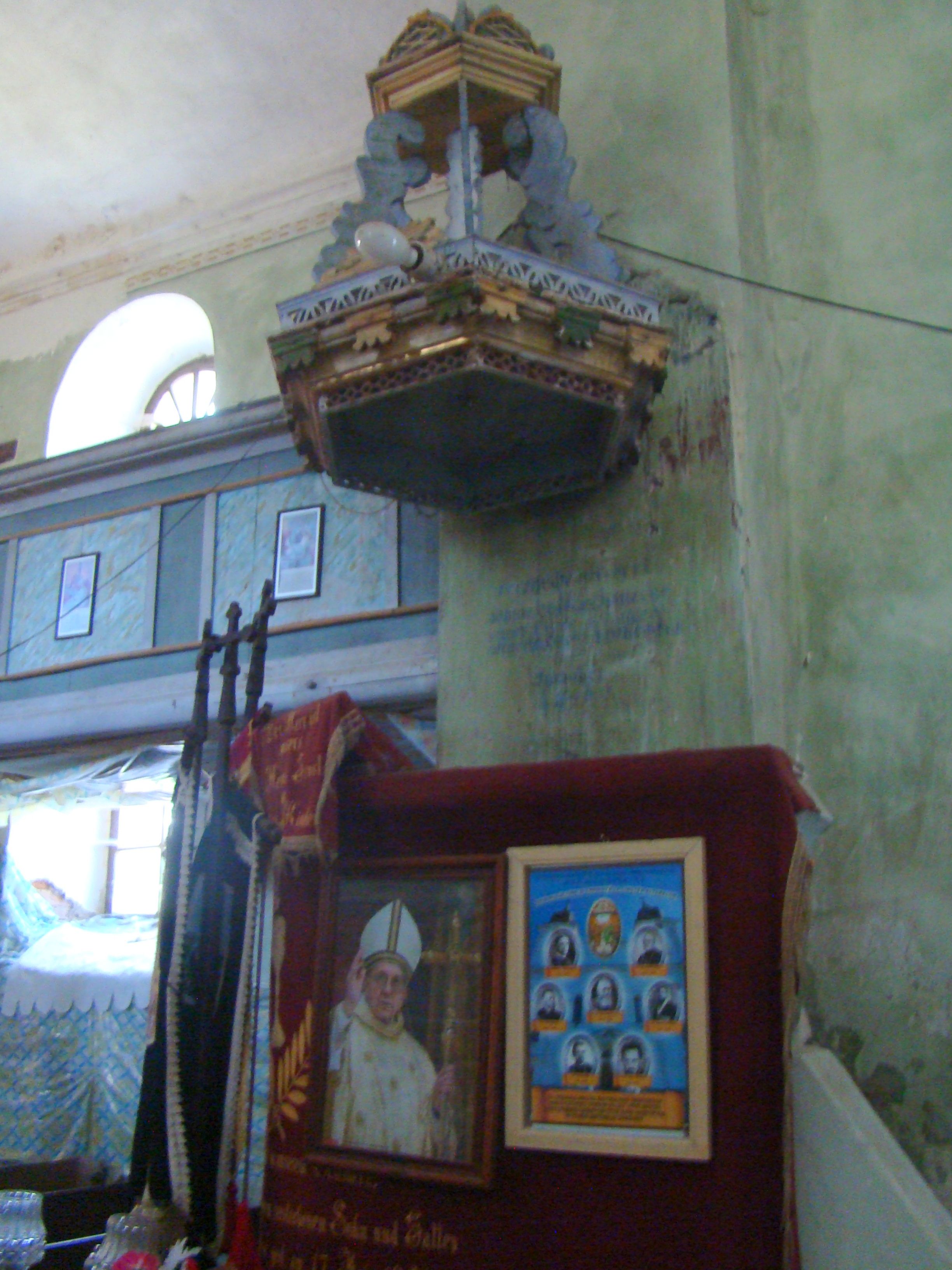
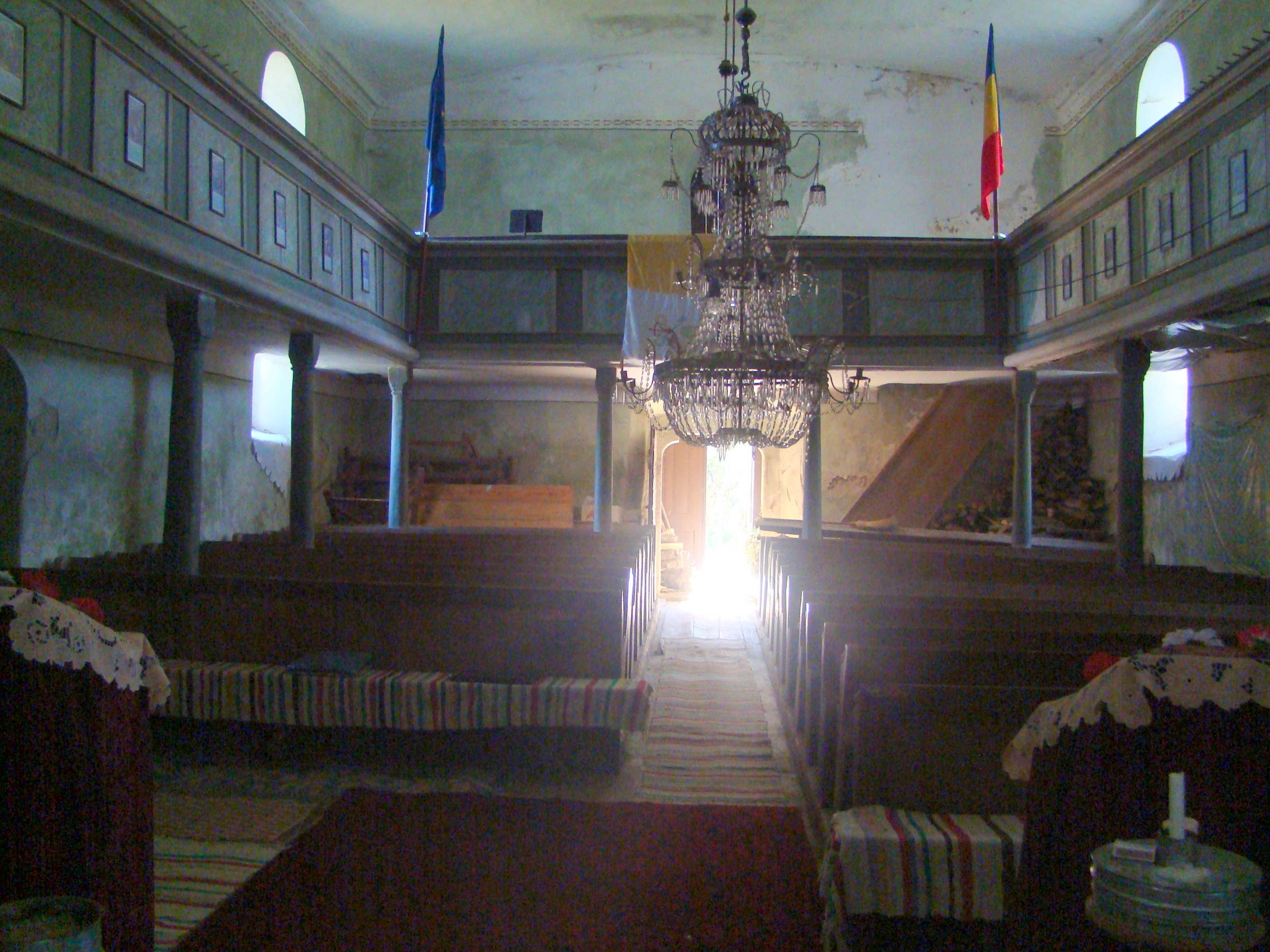
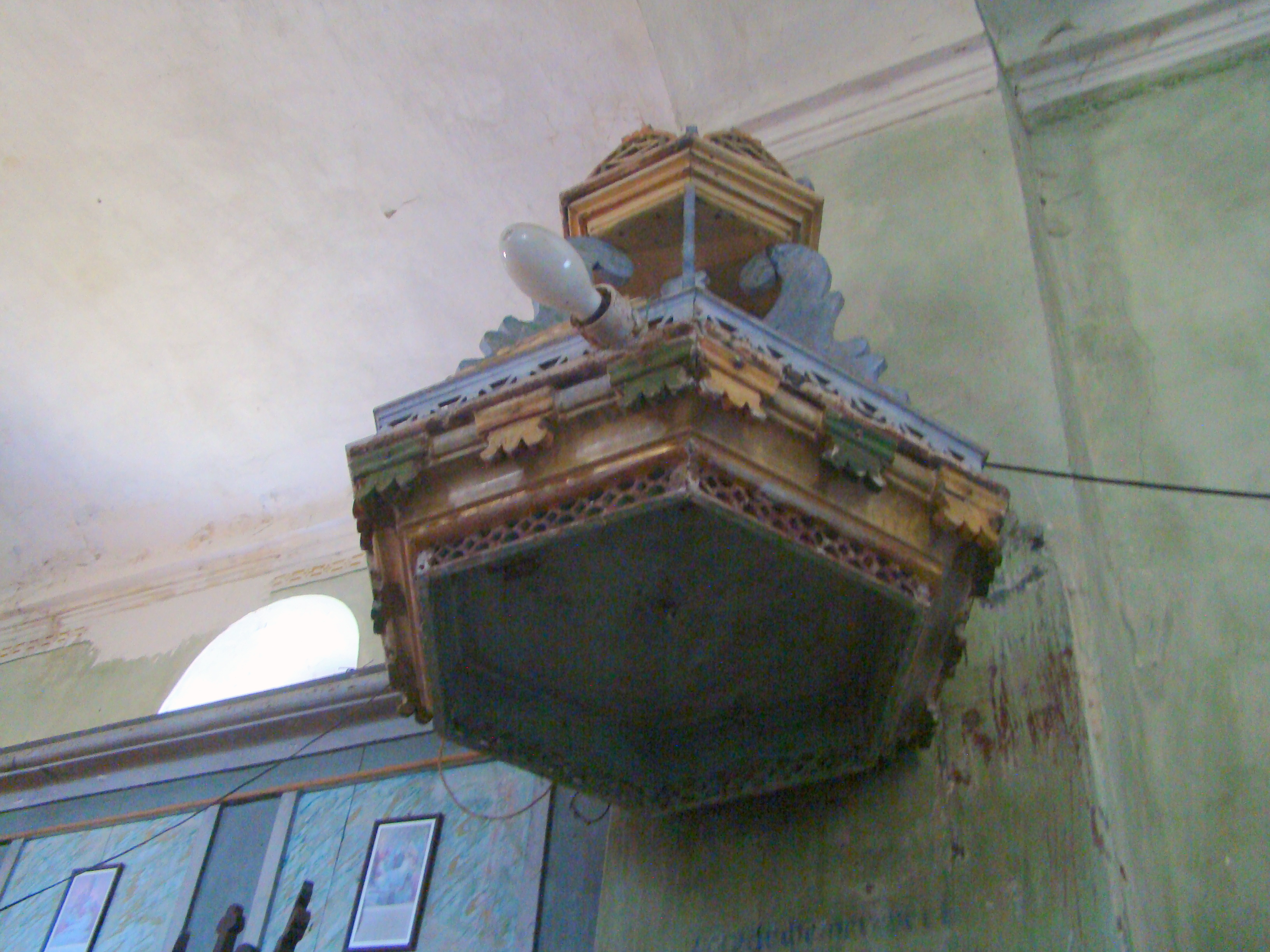
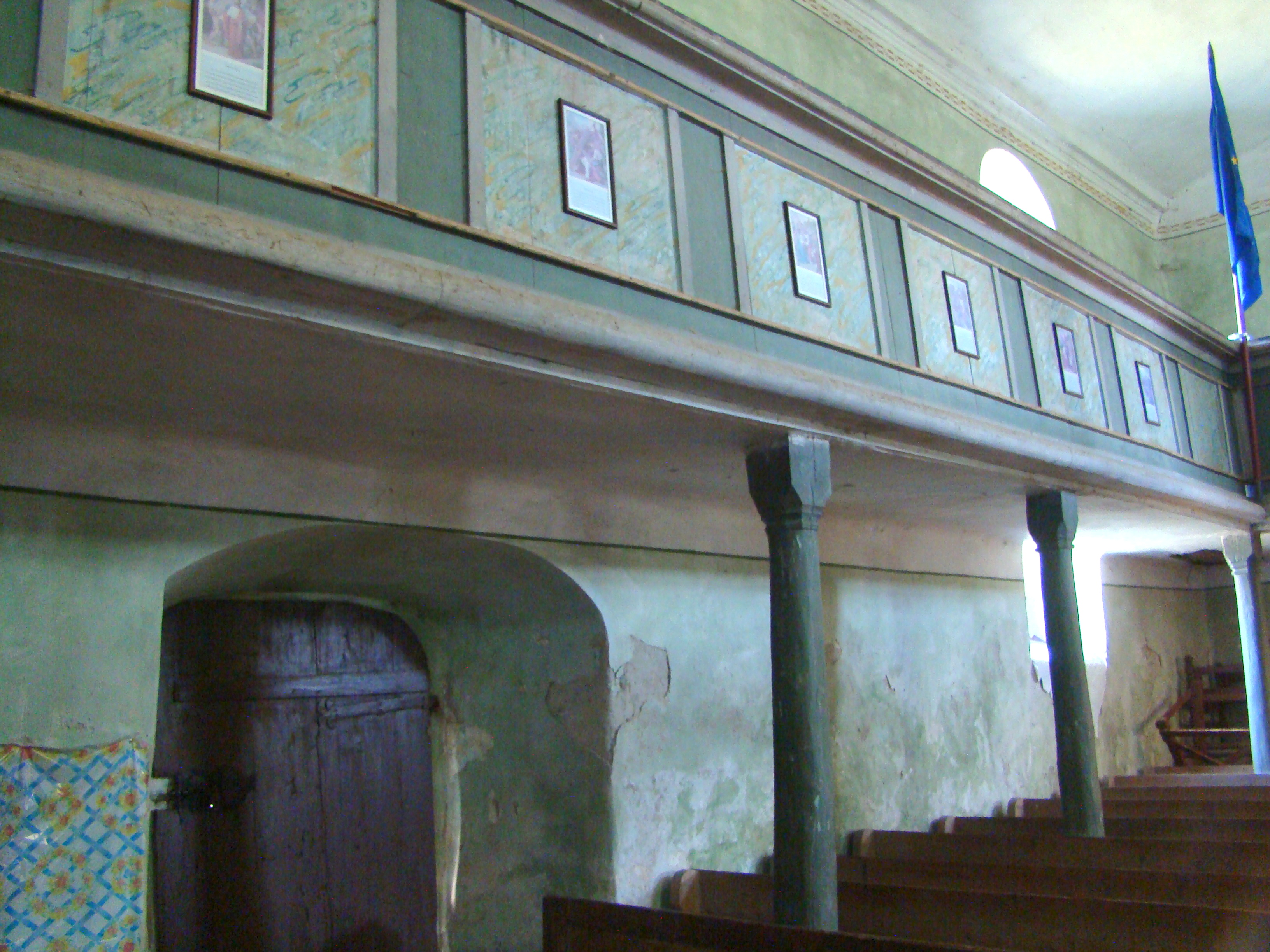
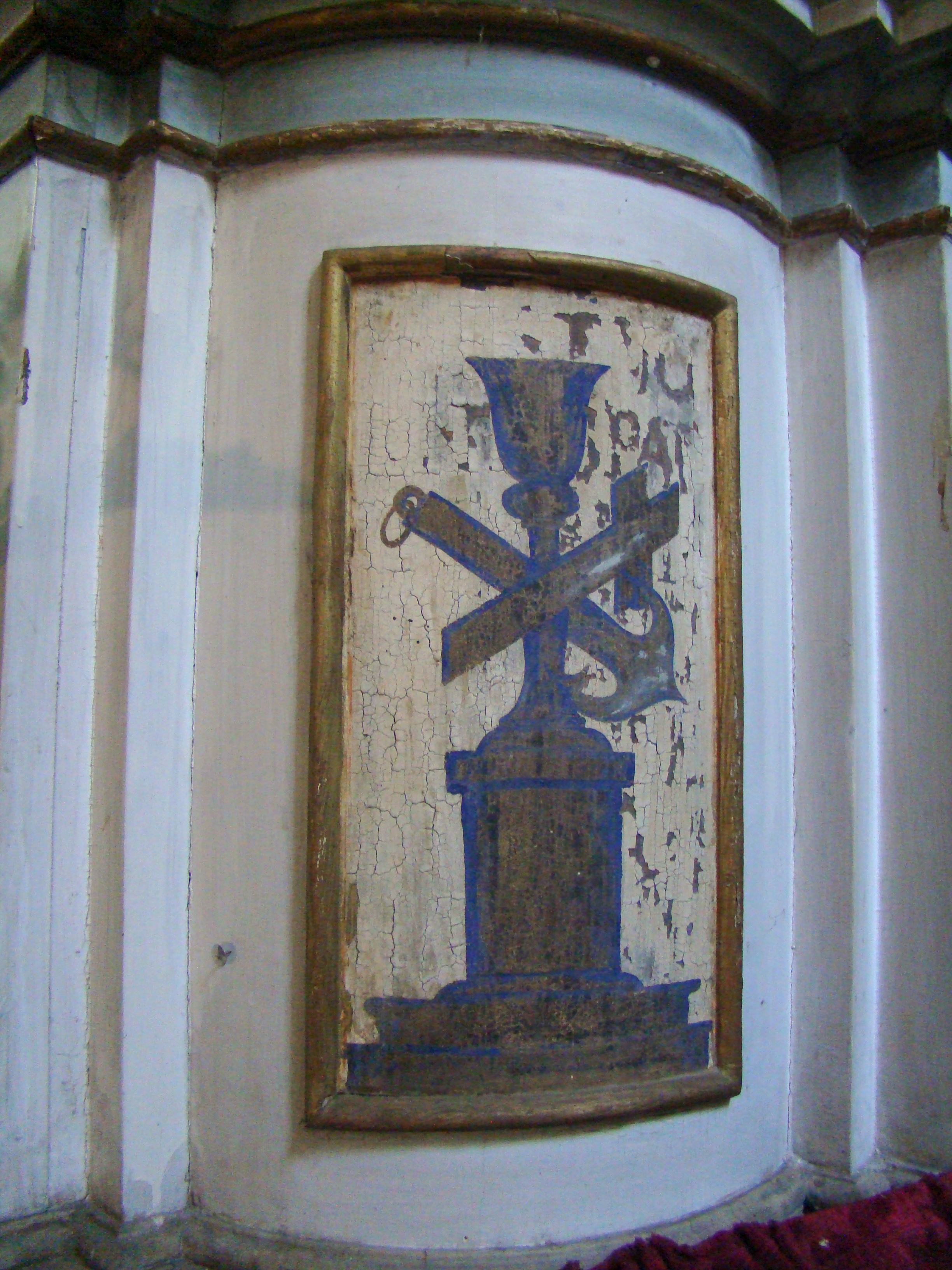
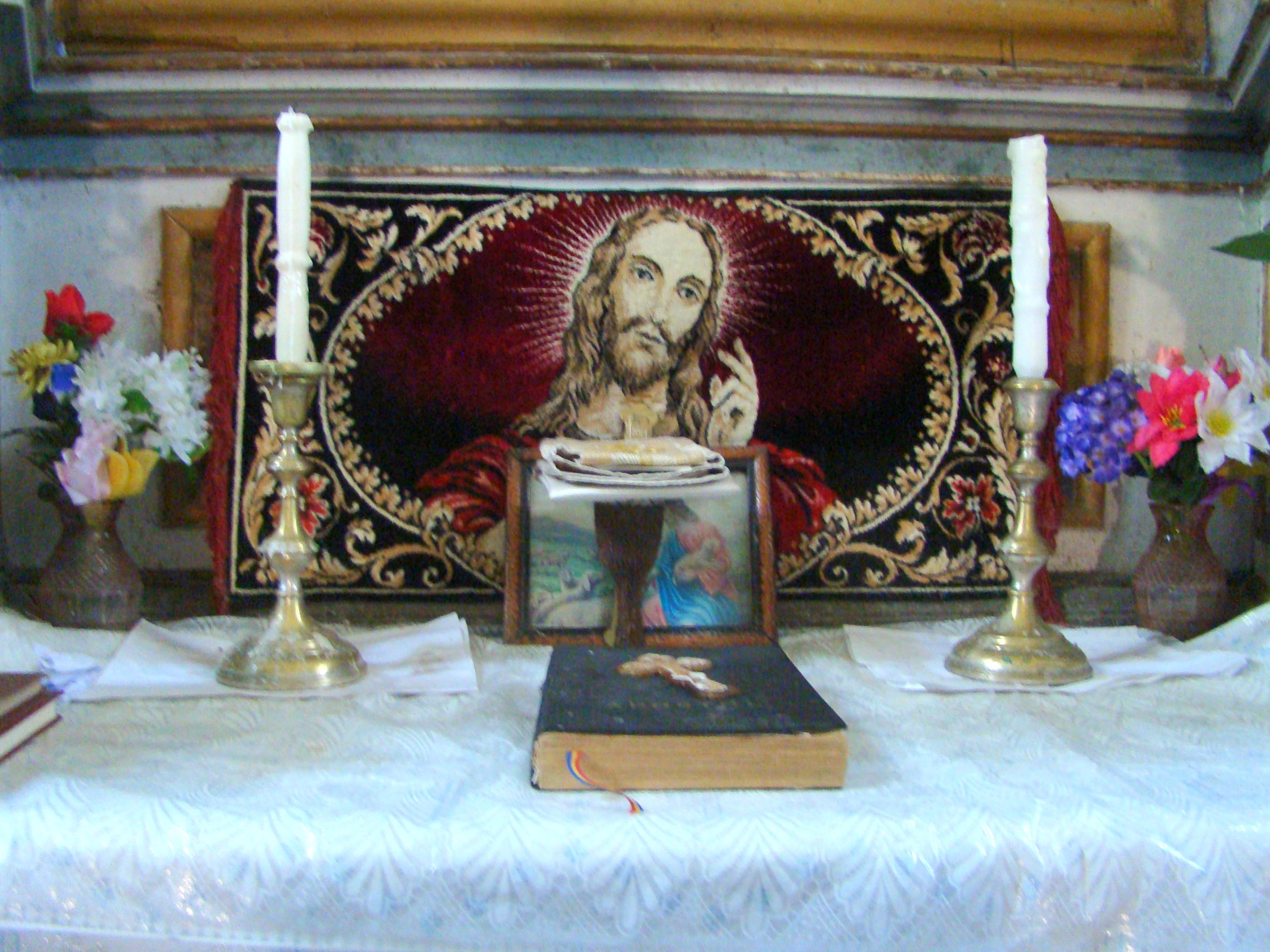
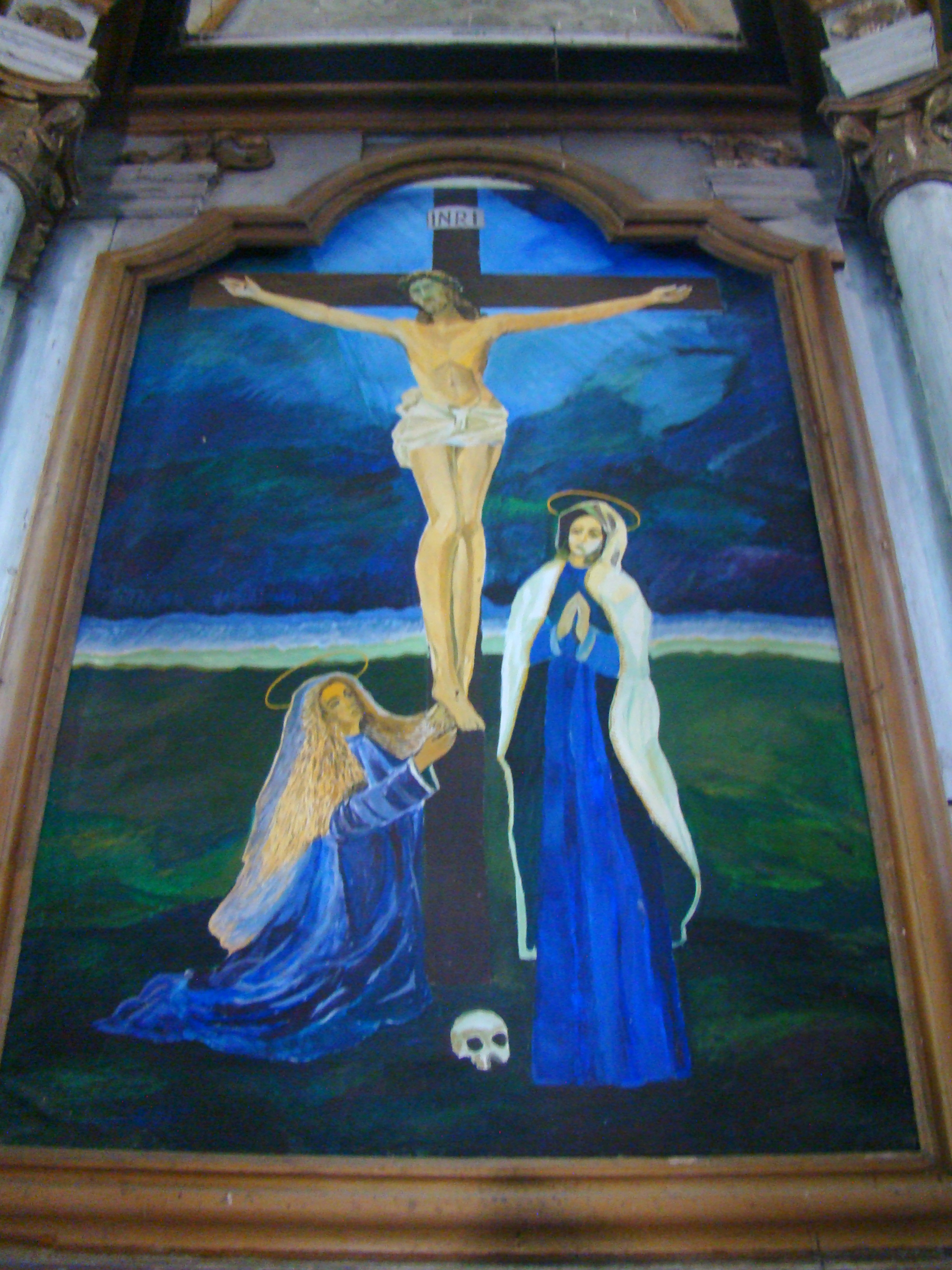